# التعويضات السنية الثابتة

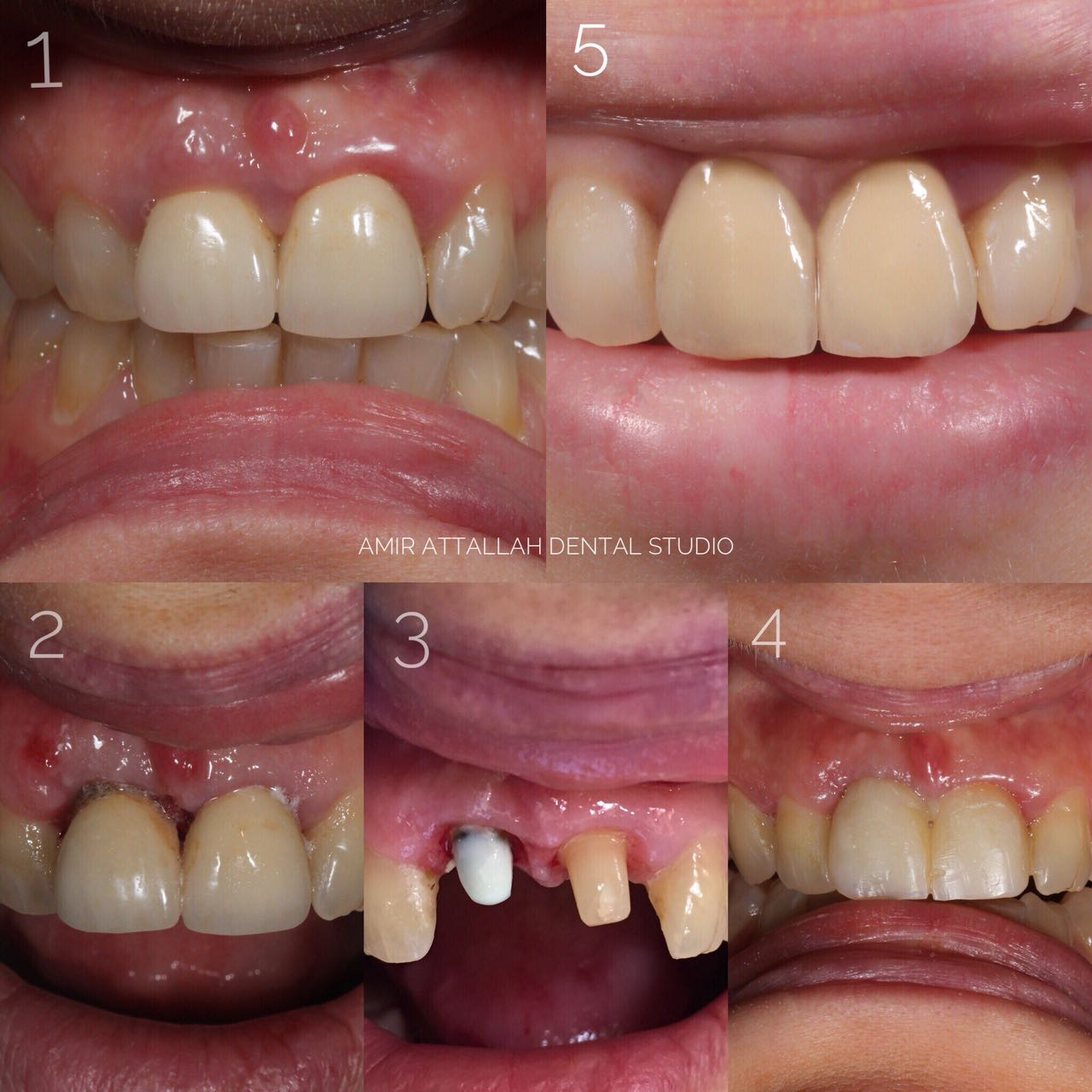
1. تَغيير التيجان لتحسين الشكل 2. القيام بعمل تطويل تاجي 3. استخدام لاصق صمغي ليغطي السطح المعدني للدعامة 4. التيجان المؤقتة 5.الشكل النهائي للتيجان الدائمة

التعويضات السنية الثابتة هي إحدى مجالات البدليات السنية التي تركز على تركيبات الأسنان الدائمة. و تشمل هذه التعويضات والتي يشار إليها بالترميم غير المباشر أيضاً التيجان والجسور (أطقم الأسنان الثابتة)، و الترصيع (inlay وonlay) ،والقشور (veneers). إن أخصائيو التبديلات السنية هم أطباء أسنان متخصصين خضعوا للتدريب المعترف به من قبل المؤسسات الأكاديمية في هذا المجال، ويمكن استخدام التعويضات السنية الثابتة لاستعادة سن واحد أو عدة أسنان، حيث تمتد لتغطي كامل المناطق التي فقدت فيها الأسنان. و بشكل عام، فإن المزايا الرئيسية للتعويضات السنية الثابتة مقارنة مع الترميم المباشر هي القوة المتفوقة عند استخدامها لترميم مناطق كبيرة، وقدرتها على خلق شكل جمالي للأسنان. و كما هو الحال مع أي ترميم للأسنان، تتضمن المبادئ المستخدمة لتحديد نوعية الترميم المناسبة نوعية المواد المستخدمة، ومدى دمار الأسنان، واتجاه نموها ومكانها، وحالة الأسنان المجاورة.

## تقنيات الإعداد
تتضمن تهيئة السن للتتويج (crowning) عملية إزالة لا رجعة فيها لجزء كبير من بنية الأسنان، وبالمقارنة مع البنية الطبيعية الصحية لها، فإن جميع الترميمات تشمل بنية هيكلية ووظيفية أضعف. و لذلك لا ينصح عادة باللجوء للتعويضات السنية إلا بناءً على قرار طبيب الأسنان المختص، ويجدر ملاحظة أن أطباء الأسنان المدربين في مؤسسات، وأزمنة، ودول مختلفة يحبذون استخدام طرق مختلفة للعلاج مما يؤدي لاختلاف وتنوع إرشادات العلاج إلى حد ما، وعادة ما تحتاج عمليات التتويج و الجسور أكثر من زيارة لطبيب الأسنان مما يمكن أن يعد من عيوب هذه التعويضات، إلا إن الفوائد العديدة لهذه الإجراءات تستحق الوقت الزائد الذي تستغرقه.

### أبعاد الإعدادات
إن الإعدادات اللازمة لتهيئة السن للتتويج عادة ما تنحصر كلياً في المينا. ولكن في الواقع فإن الكمية اللازم إزالتها من هيكل الأسنان تعتمد على المادة المستخدمة للترميم؛ فإذا تم تتويج السن بتاج ذهبي كامل، فإن سمك الترميم يقتصر على سمك 0.5 ملم، وذلك لأن الذهب قوي جداً ويحتاج لمساحة صغيرة جداً تقارب 0.5 ملم فقط لتركيبه. كما وتتطلب إضافة الخزف (البورسيلين) للتاج الذهبي إزالة ما يقارب 1ملم إضافي من هيكل الأسنان، لتكون المحصلة 1.5 ملم من سماكة الأسنان اللازم إزالتها، وتتطلب التيجان الخزفية أو السيراميكية 2 ملم من الإزالة. و تحتاج التيجان المعدنية أيضا ل1 ملم كما يحتاج التاج المصنع من الزيركونيا إلى 1.5 - 2 ملم .
وقد يحتاج السن لمواد بنائية إذا لم تكن هيكلية الأسنان كافية لاحتواء التاج الصناعي. و يمكن تحقيق هذا بواسطة الترميم المباشر المثبت بالمسامير، مثل الحشوة الملغمية (خليط معدني مدعم بالزئبق) ،أو الحشوة الراتينية (مادة صمغية) مثل فلوروكور. كما قد تتطلب الحالات الأكثر شدة استخدام الأوتاد (الدعامات) ،و القلوب (النواة) ، و عند اتًباع هذه الطريقة ينصح باستخدام العلاج اللبي؛ و ذلك لأن الوتد سيستقر في قناة الجذر الميتة لتوفير الدعم اللازم للتاج. و قد يحتاج السن كذلك لتطويل التاج نظراً لقلة مساحة السن المكشوفة، ومنالملاحظ أن إجمالي التكلفة المادية، والجهد، والوقت اللازم لهذه الإجراءات المختلفة بالإضافة لقلة احتمالية النجاح بسبب الجمع بين معدلات الفشل لكل عملية، تجعل اللجوء لخلع السن و استبداله بسن صناعي أكثر منطقية وووفرة .

### درجة الاستدقاق
يجب أن يكون السن الذي تم إعداده مستدق (مدبب) بدرجة معينة ؛للسماح بوضع التعويضات السنية بشكل مناسب. و بشكل أساسي، لا يمكن أن يحتوي الإعداد السني على أي قطع سفلية (إبطة) لأنه سيجعل من المستحيل إخراج الحشوة من القالب وتلبيسها للسن. و في الوقت ذاته، فإن درجة كبيرة من الاستدقاق ستقلل بشكل كبير من ثبات التاج على السن المعد، مما يؤدي لفشل الترميم. و عموماً، فإن استدقاق بمقدار 6 درجات حول كامل محيط السن (يؤدي لمجموع كلي يساوي 12 درجة استدقاق في أي مقطع سهمي عبر السن المعد) يعد مناسباً لتركيب التاج بشكل ملائم وثابت .

### الهامش
يشار إلى الموضع الأكثر إكليلية (أي الخط المتواصل لبنية السن الأصلية وغير المحفورة عند أو بالقرب من خط اللثة) بالهامش. و سيكون هذا الهامش الخط المتواصل المستقبلي للتلامس بين السن والحشوة، لذا يجب أن يكون أملساً ومحدداً جيداً للسماح للحشوة أياً كان نوعها بالتلاؤم مع السن، وعدم تكوين أية فراغات ظاهرة للعين المجردة مهما كانت طفيفة. وتعد المسافة الفاصلة بين هامش السن وهامش الحشوة مقبولة إذا تراوحت بين 40-100 نانومتر، إلا إن طريقة R.V. Tucker للترصيع بالذهب تنتج مسافة فاصلة بمقدار 2 نانومتر فقط، بحسب المجهر الإلكتروني الماسح، و هذا أقل من قطر جرثومة واحدة.
إن الهامش ما بين السن والحشوة هو شيء بشع لا يجوز إظهاره في الجزء المرئي من السن، للمحافظة على الجمالية عندما يكون السن في المنطقة الظاهرة عند الابتسام، لذا يفضل طبيب الأسنان عند العمل في هذه المناطق أن يضع الهامش بأبعد مكان ممكن قمياً (باتجاهه القمة الطرفية للجذر) حتى لو كان أدنى من خط اللثة، رغم ذلك قد تنتج عدة مشاكل عند وضعه أدنى من خط اللثة بكثير، فقد يشكل صعوبات بتحديد الهامش عند أخذ الطبعة لصنع النموذج الحجري للسن. وكذلك يحدث مشكلة متعلقة بالعرض البيولوجي. حيث يعرّف العرض البيولوجي ؛ بأنه المسافة الإلزامية الواجب تركها بين ارتفاع العظمة السنخية وهامش الحشوة، وإذا تم التعدي على هذه المسافة بسبب وضع الهامش بمكان أدنى بكثير من خط اللثة، ستنتج تداعيات خطرة. و في حالعدم التمكن من وضع الهامش بشكل قممي بما يكفي لإبقاء التاج الصناعي بشكل سليم على بنية السن المعد، يجب أن يخضع السن أو الأسنان المعنية لإجراءات إطالة التاج.
هناك عدة أنواع مختلفة من الهوامش الممكن استخدامها عند الترميم بالتاج. منها الحافة المشطوبة (chamfer)؛ والتي يشيع استعمالها في الحشوات الذهبية الكاملة، وذلك لأنها تزيل أقل كمية ممكنة من بنية الأسنان. و هناك الحافة الكتفية؛ والتي تعمل على إزالة سمك أكثر من البنية السنية للسماح بوضع حشوة ترميمية أسمك كالبورسيلين على قوب PFM،أو وضع تاج سيراميكي كامل (انظر أسفل لشرح مفصل عن أنواع التيجان ومواد صنعها). و ينصح طبيب الأسنان بإضافة جُلْفَة (حافةٌ مائِلَة) عند استخدام الإعداد الكتفي؛ وذلك لأن الهامش بين الكتف والجلفة يعمل لتقليل المسافة بين السن والحشوة بشكل فعال عند التمليط (التثبيت) النهائي للحشوة.

### تأثير الطُوَيق (داعِم)
ويعد أهم الاعتبارات عند الترميم باستخدام التاج هو تضمين تأثير الطويق. كما هو الحال في شعيرات المكنسة التي يتم إحاطتها بطويق عند اتصالها بعصا المكنسة، حيث يجب أن يغلف التاج ارتفاع معين من بنية الأسنان لمنع كسر السن بعد إعداده لتركيب التاج. و قد تم تحديد قيمة الطويق بعد اختبارات متعددة بطول محيطي مستمر إلزامي يساوي 2 ملم، وتؤدي أي قيمة أقل من هذه إلى نسبة فشل عالية جدا للأسنان المرممة تاجياً والمعالجة لبياً. وعندما لا تتم معالجة الأسنان لبياً، فإن بنيتها المتبقية توفر دائما ارتفاع 2 ملم اللازم للطويق، في حين أن المعالجة منها معروفة بشدة التآكل وفقدانها لجزء كبير جداً من البنية السنية. و بخلاف الاعتقاد الشائع، فإن الأسنان المعالجة لبياً ليست هشة بعد إفقادها الحيوية (إماتتها) بحسب دراسة CM Sedglay& Messer عام 1992المذكورة في مجلة المداواة اللبية، كذلك فإن الجلفة (الحافة المائلة) ليست كما يعتقد بعض الأطباء أنها غير مناسبة على الإطلاق لتطبيق تأثير الطويق، إذ إن بنية الأسنان التي تم تميل حافتها قد لا تكون مشمولة بمسافة 2 ملم اللازمة له .

## أنواع الترميم

### التاج
يستخدم التاج لتغطية السن ويشار إليه عادة باسم القلنسوة / التلبيسة . وعادةً، يقوم طبيب الأسنان بإعداد الأسنان للتاج ويتم إعطاء السجلات لفني الأسنان لبناء البدلة السنية. و تشمل السجلات النماذج، التي هي نسخ طبق الأصل من أسنان المريض، والطبعات المستخدمة لصنع هذه النماذج. و هناك عدة طرق مختلفة لصنع التاج تستخدم كلاً منها مواد مختلفة، كما أن هناك طرق متشابهة تستخدم موادمتقاربة أو متطابقة. و تشمل هذه المواد الذهب والمعادن الأخرى المماثلة، أو البورسلين، أو مزيج من الاثنين. و تعد التيجان المصنوعة من أكسيد الزركونيوم أكثر شعبية حالياً بسبب شفافيتها العالية، ومتانتها، مقارنة بتيجان البورسيلين التي تميل للتشقق.

### الجسر
يتم استخدام الجسر لتغطية، أو تجسيرمنطقة عديمة الأسنان عن طريق وصل تراميم ثابتة على الأسنان المجاورة التي تسمى بالدعائم، ويمكن أن يشير مصطلح الجسر لطقم الأسنان الجزئي الثابت، الذي يتضمن وحدات متعددة في قطعة واحدة (عدة تيجان منفصلة تم ربطها معاً). كما ويعرف الجزء من الجسر الذي يستبدل السن المفقود بالجاسِرَة (السِنٌّ الجِسْرِيَّة) وفي حالة فقدان العديد من الأسنان يتم استخدام عدة جاسرات.

### حشوة (inlay)
حشوة inlay هي وسيلة الترميم المقيدة ضمن حدود شرفات السن، وتعتبر هذه الحشوات محافظة أكثر من حشوات onlay ،و التيجان كونها تتطلب إزالة جزء أقل من بنية الأسنان عند الإعداد لها. وتستخدم هذه الطريقة عندما يكون تلف الأسنان أقل من نصف المسافة بين حواف شُرف السن .

### حشوة (onlay)
حشوة onlay هي وسيلة الترميم التي تغطي(تحمي) ، أو تعزز واحدة أو أكثر من الشرفات، وتعد إحدى طرق لاستعادة الأسنان بشكل غير مباشر. وعادة ما تستخدم هذه الطريقة عندما يكون تلف الأسنان واسعاً بسبب التسوس أو الصدمة.

### الكُسْوَةٌ الخَزَفِيَّة
الكسوة أو القشور هي طبقة رقيقة من المواد التعويضية توضع فوق سطح الأسنان، إما لتحسين جمالية الأسنان، أو لترميم سطح الأسنان التالفة. و تشمل المواد المستخدمة فيها الخزف ومركبات أخرى. و في بعض الحالات، هناك حاجة لإزالة جزء من بنية الأسنان لتوفير مساحة كافية للكسوة، بينما يمكن أحياناً ربطها بالأسنان مباشرة دون إعداد، أو إزالة مسبقة .